# 尹愔
尹愔（？—741年），唐朝秦州天水人。唐玄宗時期道士，四門助教尹守貞之子。
尹愔博学，非常精通老子的学問。早年为道士，玄宗喜好道教，有人推荐尹愔，玄宗召他谈话，非常高兴，厚待他，拜为谏议大夫、集贤院学士，兼修国史，他坚决推辞不起。于是有诏书让他穿着道士服管理事务，于是就职，随后领集贤、史馆图书。开元末年，尹愔去世，赠左散骑常侍。

## 传記資料
- 《新唐書》卷二百 列傳第百二十五 「儒学下・趙冬曦传」